# Таллахассі
Таллахассі, Таллагассі (англ. Tallahassee) — місто (англ. city) в США, в окрузі Леон столиця штату Флорида. Населення — 196 169 осіб (2020); агломерації — 360 013 осіб (2009 рік). Площа міста розширюється до меж каунти, тому населення власне міста виросте приблизно в 1,5 раза.
Розташоване на півночі штату Флорида. Мускогонською мовою назва означає «старі лани». Індіанське поселення існувало з 1200 року. Іспанці досягли міста Анхаіка, що належав апалачам зимою 1538-39 року.
Середньодобова температура липня — +28 °C, січня — +11 °C. Щорічні опади з піком на літні місяці.

## Географія
Таллахассі знаходиться на півночі центральної частини Флориди, приблизно на половині шляху між містами Пенсаколою і Джексонвілл і лише за 40 км на південь від межі з Джорджією.
Таллахассі розташоване за координатами 30°27′18″ пн. ш. 84°15′12″ зх. д. / 30.45500° пн. ш. 84.25333° зх. д. (30.455109, -84.253419). За даними Бюро перепису населення США в 2010 році місто мало площу 267,94 км², з яких 259,64 км² — суходіл та 8,31 км² — водойми.

### Клімат
| Клімат : Таллахассі                        | Клімат : Таллахассі | Клімат : Таллахассі | Клімат : Таллахассі | Клімат : Таллахассі | Клімат : Таллахассі | Клімат : Таллахассі | Клімат : Таллахассі | Клімат : Таллахассі | Клімат : Таллахассі | Клімат : Таллахассі | Клімат : Таллахассі | Клімат : Таллахассі | Клімат : Таллахассі |
| Показник                                   | Січ.                | Лют.                | Бер.                | Квіт.               | Трав.               | Черв.               | Лип.                | Серп.               | Вер.                | Жовт.               | Лист.               | Груд.               | Рік                 |
| Абсолютний максимум, °C                    | 28,3                | 31,7                | 32,8                | 35,0                | 38,9                | 40,6                | 40,0                | 39,4                | 38,9                | 35,0                | 31,7                | 28,9                | 40,6                |
| Середній максимум, °C                      | 17,5                | 19,7                | 23,2                | 26,6                | 30,6                | 32,8                | 33,4                | 33,1                | 31,3                | 27,4                | 22,8                | 18,5                | 26,4                |
| Середня температура, °C                    | 10,7                | 12,6                | 15,8                | 18,9                | 23,5                | 26,8                | 27,8                | 27,7                | 25,7                | 20,8                | 15,7                | 11,8                | 19,8                |
| Середній мінімум, °C                       | 3,9                 | 5,5                 | 8,4                 | 11,3                | 16,4                | 20,8                | 22,2                | 22,3                | 20,1                | 14,1                | 8,6                 | 5,1                 | 13,3                |
| Абсолютний мінімум, °C                     | −14,4               | −18,9               | −6,7                | −1,7                | 1,1                 | 7,8                 | 13,9                | 13,9                | 4,4                 | −1,7                | −10,6               | −12,2               | −18,9               |
| Середня кількість сонячних годин на місяць | 186                 | 198                 | 248                 | 300                 | 310                 | 300                 | 279                 | 279                 | 240                 | 248                 | 210                 | 186                 | 2984                |
| Норма опадів, мм                           | 110                 | 123                 | 151                 | 78                  | 88                  | 196                 | 182                 | 187                 | 119                 | 82                  | 89                  | 99                  | 1504                |
| Днів з опадами                             | 8,9                 | 8,4                 | 7,9                 | 6,1                 | 7,1                 | 13,6                | 16,0                | 14,4                | 8,5                 | 5,7                 | 6,6                 | 8,1                 | 111,3               |
| ------------------------------------------ | ------------------- | ------------------- | ------------------- | ------------------- | ------------------- | ------------------- | ------------------- | ------------------- | ------------------- | ------------------- | ------------------- | ------------------- | ------------------- |
| Джерело: NOAA                              |                     |                     |                     |                     |                     |                     |                     |                     |                     |                     |                     |                     |                     |

## Демографія
Згідно з переписом 2010 року, у місті мешкало 181 376 осіб у 74 815 домогосподарствах у складі 34 639 родин. Густота населення становила 677 осіб/км². Було 84248 помешкань (314/км²).
Расовий склад населення:
| - 57,4 % — білих - 35,0 % — чорних або афроамериканців - 3,7 % — азіатів - 0,2 % — корінних американців - 0,1 % — вихідців з тихоокеанських островів - 1,3 % — осіб інших рас |

До двох чи більше рас належало 2,3 %. Частка іспаномовних становила 6,3 % від усіх жителів.
За віковим діапазоном населення розподілялося таким чином: 17,2 % — особи молодші 18 років, 74,7 % — особи у віці 18—64 років, 8,1 % — особи у віці 65 років та старші. Медіана віку мешканця становила 26,1 року. На 100 осіб жіночої статі у місті припадало 88,9 чоловіків; на 100 жінок у віці від 18 років та старших — 86,3 чоловіків також старших 18 років.
Середній дохід на одне домашнє господарство становив 57 667 доларів США (медіана — 39 681), а середній дохід на одну сім'ю — 81 149 доларів (медіана — 62 913). Медіана доходів становила 41 039 доларів для чоловіків та 37 033 долари для жінок. За межею бідності перебувало 29,7 % осіб, у тому числі 26,6 % дітей у віці до 18 років та 8,9 % осіб у віці 65 років та старших.
Цивільне працевлаштоване населення становило 92 765 осіб. Основні галузі зайнятості: освіта, охорона здоров'я та соціальна допомога — 27,2 %, мистецтво, розваги та відпочинок — 15,0 %, науковці, спеціалісти, менеджери — 13,3 %, роздрібна торгівля — 12,8 %.

## Адміністративні і освітні установи
На додаток до того, що в столиці засідає уряд штату, в місті знаходяться 2 з 10 університетів штату — Університет штату Флорида і A&M Університет Флориди, а також дворічний суспільний коледж Таллахассі. Більш ніж 40 % зайнятого населення Таллахассі і округу Леон працюють в урядових агентствах і організаціях (включаючи університети і коледж штату), і більш ніж 50 000 студентів відвідують університети або коледж. Велику частину економіки штату складають торгівля, сфера обслуговування і асоціації штату (які воліють розміщуватися в столиці). У місті дуже слаборозвинута виробнича сфера. Дві регіональні лікарні служать базами для великого медичного персоналу, обслуговуючого північно-центральну Флориду і південь Джорджії.

## Міста-побратими
- Краснодар, Росія
- Кононго-Одумасе (англ. Konongo-Odumase), Гана
- Слайго (англ. Sligo, ірл. Sligeach), Ірландія
- Рамат Ха-Шарон (івр. רמת השרון‎), Ізраїль
- Острів Святого Мартина (нід. Sint Maarten, фр. Saint-Martin)